# Пальміра (Пенсільванія)
Пальміра (англ. Palmyra) — місто (англ. borough) в США, в окрузі Лебанон штату Пенсільванія. Населення — 7830 осіб (2020).

## Географія
Пальміра розташована за координатами 40°18′36″ пн. ш. 76°35′39″ зх. д. / 40.31000° пн. ш. 76.59417° зх. д. (40.309904, -76.594279).  За даними Бюро перепису населення США в 2010 році місто мало площу 4,99 км², уся площа — суходіл.

## Демографія
Згідно з переписом 2010 року, у селищі мешкало 7320 осіб у 3263 домогосподарствах у складі 1939 родин. Густота населення становила 1468 осіб/км².  Було 3444 помешкання (691/км²).
Расовий склад населення:
| - 95,2 % — білих - 1,6 % — азіатів - 1,0 % — чорних або афроамериканців - 0,2 % — корінних американців |

До двох чи більше рас належало 1,5 %. Частка іспаномовних становила 3,0 % від усіх жителів.
За віковим діапазоном населення розподілялося таким чином: 21,4 % — особи молодші 18 років, 61,4 % — особи у віці 18—64 років, 17,2 % — особи у віці 65 років та старші. Медіана віку мешканця становила 40,2 року. На 100 осіб жіночої статі у селищі припадало 91,7 чоловіків;  на 100 жінок у віці від 18 років та старших — 88,6 чоловіків також старших 18 років.
Середній дохід на одне домашнє господарство  становив 63 977 доларів США (медіана — 50 786), а середній дохід на одну сім'ю — 71 358 доларів (медіана — 59 827). Медіана доходів становила 45 906 доларів для чоловіків та 36 798 доларів для жінок. За межею бідності перебувало 8,5 % осіб, у тому числі 8,7 % дітей у віці до 18 років та 6,9 % осіб у віці 65 років та старших.
Цивільне працевлаштоване населення становило 4054 особи. Основні галузі зайнятості: освіта, охорона здоров'я та соціальна допомога — 22,2 %, виробництво — 15,1 %, роздрібна торгівля — 14,5 %.